# هوبو (هویلا)
هوبو (انگلیسی: Hobo, Huila)یک منطقه مسکونی در کشور کلمبیا است.